# Tragopogon filifolius
Tragopogon filifolius là một loài thực vật có hoa trong họ Cúc. Loài này được Rehm. ex Boiss. miêu tả khoa học đầu tiên năm 1875.